# Спортивная акробатика
Спортивная акробатика — вид спорта, соревнования в выполнении акробатических упражнений, связанных с сохранением равновесия (балансирование) и вращением тела с опорой и без опоры.
В соревнования входят: упражнения женских, смешанных и мужских пар, женских групп (тройки) и мужских групп (четвёрки). В каждом виде программы спортсмены выполняют одно, два или три упражнения: в акробатических прыжках — темповое (включает сальто с поворотом не более чем на 180°) и винтовое (включает сальто с поворотом не менее чем на 360°); в парных и групповых упражнениях — статическое (с балансированием) и темповое (вольтижировочное). Выступления спортсменов оцениваются по системе, принятой в спортивной гимнастике. Все партнёры в паре или группе должны принадлежать к одной из возрастных категорий: 11-16 лет, 12-18 лет, 13-19 лет, 14 и старше (старшие разряды)
Как олимпийский вид спорта спортивная акробатика появилась в 1932 году на 10-х Олимпийских играх, когда мужские акробатические прыжки (тамблинг) вошли в программу соревнований по гимнастике как отдельный вид спорта (показательные соревнования по ним проводились на Олимпиадах 1996 и 2000 годов). С этого времени по ним стали проводиться соревнования в Великобритании, США и других странах. В СССР как самостоятельный вид спорта сформировалась в конце 1930-х годов. Первый всесоюзный чемпионат по спортивной акробатике состоялся в 1939 году. Женские соревнования проводятся с 1940 года, юношеские — с 1951 года. Первый личный чемпионат мира по спортивной акробатике состоялся в Москве в 1974 году. Первые соревнования на Кубок мира по спортивной акробатике прошли в Швейцарии в 1975 году. Групповая акробатика никогда не была Олимпийским видом спорта.
В развитии спортивной акробатики в Советском Союзе принимали активное участие такие педагоги и тренеры, как В. Н. Бушуев, В. Н. Кочергов, А. К. Бондарев, Г. Т. Тризин, В. И. Леонов, спортсмены Ю. В. Страхова, В. И. Аракчеева, П. М. Антонова.